# Ridderorden in Brunswijk
Het Hertogdom Brunswijk kende twee ridderorden.
- De Ereketen van Hertog Frederik August van Brunswijk-Oels (Duits:"Ehrenkette des Hertzogs Friedrich August von Braunschweig-Oels") 1792-1805
- De Hertogelijk Brunswijkse Orde van Hendrik de Leeuw (Duits:"Herzöglich Braunsweichischer Orden Heinrichs des Löwen") 1834-1918

Tussen 1908 en 1918 heeft een "Verdienstzeichen für Kunst und Wissenschaft" bestaan dat in twee klassen werd toegekend.
In 1918 trad de Hertog af en werd het land een vrijstaat in het Duitse Rijk. In 1946 werd het landje door de geallieerde controleraad opgeheven. Het grondgebied viel toe aan de nieuwe Duitse Bondsstaten.